# Wartburg (Tennessee)
Wartburg település az Amerikai Egyesült Államok Tennessee államában, Morgan megyében, melynek megyeszékhelye is. Lakosainak száma 848 fő (2020. április 1.).

## Népesség
A település népességének változása:

| 2010 | 918 |
| 2020 | 848 |